# Rodrigo Tello
Rodrigo Álvaro Tello Valenzuela (Santiago, 14 de octubre de 1979) es un exfutbolista profesional chileno.

## Trayectoria

### Inicios
Hijo de Adrián Tello Durán y de Eliana Valenzuela Yáñez, tiene un hermano, Cristián Tello. Realizó sus estudios en el Colegio Don Orione.

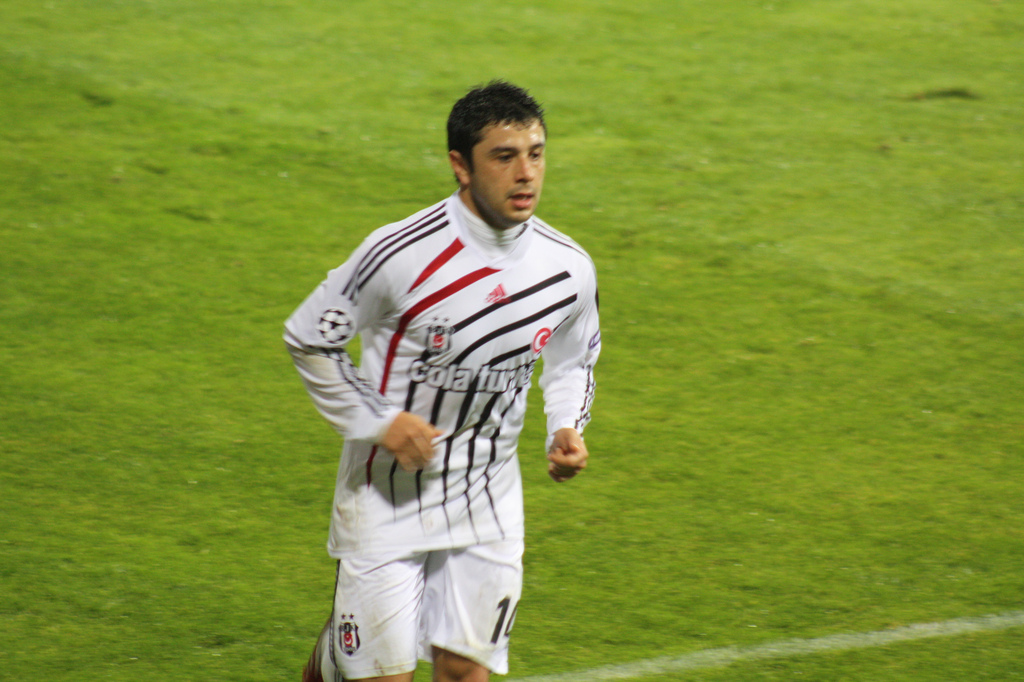
Tello jugando por el Besiktas de Turquía.

Comenzó su carrera futbolística en las divisiones menores de Colo-Colo, pero en 1994 abandonó Pedrero, tras no recibir positivos comentarios del por entonces técnico de las inferiores del Cacique, Carlos Durán. Después de esto, Roberto Álamos lo llamó para que se uniera a las cadetes de Universidad de Chile.

### Universidad de Chile
Tras no contar con minutos en el plantel profesional, en 1999 recibió ofertas de diferentes equipos para partir a préstamo, entre los que se encontraban Deportes Puerto Montt, Provincial Osorno y Deportes Linares. Prefería estudiar una carrera universitaria que partir a préstamo, por lo que acudió a la sede del cuadro azul para pedir su pase y postular a becas universitarias. En esa ida, se encontró con César Vaccia, quien en entonces era Entrenador Interino del Primer Equipo, que lo hizo desistir de su idea, manteniéndolo en el primer equipo. 
Tras algunas lesiones de jugadores titulares, vio minutos en la Copa Ciudad de Santiago 1999. Su debut en un partido oficial fue el 28 de febrero de 1999, en la victoria de la Universidad de Chile por 2 a 1 ante Cobreloa en partido jugado en el Estadio Nacional, Su primer gol oficial lo marcó el 8 de mayo de 1999 al anotar en el minuto 67 el 3 a 1 parcial ante Cobresal en el estadio El Cobre de El Salvador. El resultado final fue 3:3.
Por Universidad de Chile anotó 11 goles en los 80 partidos que disputó, logrando ser bicampeón los años 1999 y 2000. Su gran nivel 

### Sporting de Lisboa
En 2001 fue transferido al Sporting de Lisboa de la Liga portuguesa de fútbol por 7 millones de dólares, donde fue compañero de uno de los mejores jugadores del mundo, Cristiano Ronaldo. Debutó de manera oficial con el Sporting de Lisboa el 11 de marzo de 2001, cuando ingresó en el minuto 66 por Alberto Acosta en la victoria por 2:0 de su equipo como local ante Río Ave. En tierras portuguesas ganó la SuperLiga y la Copa de Portugal, en dos oportunidades.

### Fútbol Turco
Con la inconformidad salarial en el Sporting de Lisboa, aceptó la oferta del Beşiktaş JK de Turquía, club al cual se unió en julio de 2007 por 4 años.
Ha pasado a la historia de Beşiktaş JK al ganar la copa y la liga de Turquía la temporada 2008/2009 algo que hasta ahora el club no lo había podido conseguir.
El 25 de noviembre de 2009, el Beşiktaş JK disputó la 5.ª fecha de la Champions League al poderoso Manchester United en Old Trafford, finalmente derrotó al Manchester United gracias a un gol de su autoría.
El 19 de julio de 2010, ya que el nuevo DT del Besiktas, el alemán Bernd Schuster, no lo quería en sus planes, al ocupar cupo de extranjero, firmó por tres años con el Eskisehirspor.
En enero de 2014, se desvincula del Eskişehirspor y firma por 5 meses con el Elazığspor.
En junio de 2014, firma por 2 temporadas con el Sanliurfaspor de la Primera División de Turquía.

### Regreso al fútbol chileno y retiro
Luego de su paso por el Sanliurfaspor retorna a Chile después de 15 años y ficha en Audax Italiano por una temporada.
Anunció su retiro del fútbol profesional a mediados de 2016 luego de 17 años de carrera.

## Selección nacional
Tello formó parte de la Selección Sub-23 chilena que obtuvo el segundo lugar en el Preolímpico de 2000  logrando la clasificación a los juegos olímpicos de 2000. Estuvo en el equipo olímpico que consiguió la medalla de bronce en los juegos olímpicos de 2000, desarrollados en Sídney, Australia y también hizo un gol a Nigeria.
Cuando se habla de la selección chilena, fue un jugador constante en esta en los años de las clasificatorias para el Mundial de Corea y Japón 2002, pero los malos resultados en estas eliminatorias minaron muchas de las convocatorias futuras de los jugadores participantes, entre ellos Tello, quien debutó en la Roja el 12 de febrero en la Copa Ciudad de Valparaíso ante Bulgaria, con participación de  por 20 minutos. Su primer gol oficial lo marcó el 29 de marzo de 2000 al anotar el único gol de Chile en la derrota ante Argentina por 4:1 en la primera fecha de las eliminatorias para la Copa Mundial de Fútbol de 2002. Su gol lo anotó de tiro libre a los 29 minutos.
En julio de 2007 fue castigado por la ANFP con 20 partidos de suspensión para vestir la camiseta de la selección adulta, por un escándalo en la concentración mientras se disputaba la Copa América 2007 de Venezuela. En noviembre la ANFP bajó el castigo de 20 a 10 partidos por la Selección. Luego de cumplir con el castigo, Marcelo Bielsa lo convocó para el amistoso de Chile contra Turquía, y fue nominado para las Eliminatorias Mundial de Sudáfrica.
En junio de 2010, Tello participó en el partido de Chile contra Brasil en el Mundial, destacando en el mediocampo, tras ingresar en el segundo tiempo por  Mark González.
En 2011 fue convocado por Claudio Borghi. Sin embargo no jugó.

#### Participaciones en Juegos Olímpicos
| Olimpiadas                      | Sede      | Resultado         | PJ | Goles |
| ------------------------------- | --------- | ----------------- | -- | ----- |
| Juegos Olímpicos de Sídney 2000 | Australia | Medalla de Bronce | 5  | 1     |

| \| N.º \| Fecha \| Ciudad \| Local \| Resultado \| Visitante \| Goles \| Competición \| \| ------------------------------------------------ \| ------------------------------------------------ \| ------------------------------------------------ \| ------------------------------------------------ \| ------------------------------------------------ \| ------------------------------------------------ \| ------- \| ------------------------------- \| \| 1 \| 17 de septiembre de 2000 \| Melbourne \| España \| 1:3 \| Chile \| \| Juegos Olímpicos de Sídney 2000 \| \| 2 \| 20 de septiembre de 2000 \| Melbourne \| Corea del Sur \| 1:0 \| Chile \| \| Juegos Olímpicos de Sídney 2000 \| \| 3 \| 23 de septiembre de 2000 \| Melbourne \| Chile \| 4:1 \| Nigeria \| Anotado \| Juegos Olímpicos de Sídney 2000 \| \| 4 \| 26 de septiembre de 2000 \| Melbourne \| Chile \| 1:2 \| Camerún \| \| Juegos Olímpicos de Sídney 2000 \| \| 5 \| 29 de septiembre de 2000 \| Sídney \| Chile \| 2:0 \| Estados Unidos \| \| Juegos Olímpicos de Sídney 2000 \| \| Total goles y partidos con la selección olímpica \| Total goles y partidos con la selección olímpica \| Total goles y partidos con la selección olímpica \| Total goles y partidos con la selección olímpica \| Total goles y partidos con la selección olímpica \| Total goles y partidos con la selección olímpica \| 1 \| 5 \| |                                                  |                                                  |                                                  |                                                  |                                                  |         |                                 |
| N.º | Fecha                                            | Ciudad                                           | Local                                            | Resultado                                        | Visitante                                        | Goles   | Competición                     |
| 1 | 17 de septiembre de 2000                         | Melbourne                                        | España                                           | 1:3                                              | Chile                                            |         | Juegos Olímpicos de Sídney 2000 |
| 2 | 20 de septiembre de 2000                         | Melbourne                                        | Corea del Sur                                    | 1:0                                              | Chile                                            |         | Juegos Olímpicos de Sídney 2000 |
| 3 | 23 de septiembre de 2000                         | Melbourne                                        | Chile                                            | 4:1                                              | Nigeria                                          | Anotado | Juegos Olímpicos de Sídney 2000 |
| 4 | 26 de septiembre de 2000                         | Melbourne                                        | Chile                                            | 1:2                                              | Camerún                                          |         | Juegos Olímpicos de Sídney 2000 |
| 5 | 29 de septiembre de 2000                         | Sídney                                           | Chile                                            | 2:0                                              | Estados Unidos                                   |         | Juegos Olímpicos de Sídney 2000 |
| Total goles y partidos con la selección olímpica | Total goles y partidos con la selección olímpica | Total goles y partidos con la selección olímpica | Total goles y partidos con la selección olímpica | Total goles y partidos con la selección olímpica | Total goles y partidos con la selección olímpica | 1       | 5                               |

#### Participaciones en Copa América
| Torneo            | Sede      | Resultado        | PJ | Goles |
| ----------------- | --------- | ---------------- | -- | ----- |
| Copa América 2007 | Venezuela | Cuartos de final | 1  | 0     |

#### Participaciones en Copas del Mundo
| Mundial           | Sede      | Resultado        | PJ | Goles |
| ----------------- | --------- | ---------------- | -- | ----- |
| Copa Mundial 2010 | Sudáfrica | Octavos de final | 1  | 0     |

#### Participaciones en Clasificatorias a Copas del Mundo
| Torneo                         | Sede                | Resultado   | Posición  | PJ | Goles |
| ------------------------------ | ------------------- | ----------- | --------- | -- | ----- |
| Eliminatorias Corea-Japón 2002 | Corea del Sur Japón | Eliminado   | 10° Lugar | 13 | 1     |
| Eliminatorias Alemania 2006    | Alemania            | Eliminado   | 7° Lugar  | 3  | 0     |
| Eliminatorias Sudáfrica 2010   | Sudáfrica           | Clasificado | 2° Lugar  | 1  | 0     |

### Partidos internacionales
Actualizado al 7 de septiembre de 2010.
| 1     | 12 de febrero de 2000   | Estadio Municipal, Valparaíso, Chile                                 | Chile      | 3-2 | Bulgaria   |         | Copa Ciudad de Valparaíso          |
| 2     | 15 de febrero de 2000   | Estadio Municipal, Valparaíso, Chile                                 | Chile      | 0-2 | Eslovaquia |         | Copa Ciudad de Valparaíso          |
| 3     | 22 de marzo de 2000     | Estadio Nacional, Santiago, Chile                                    | Chile      | 5-2 | Honduras   | Anotado | Amistoso                           |
| 4     | 29 de marzo de 2000     | Estadio Antonio Vespucio Liberti, Buenos Aires, Argentina            | Argentina  | 4-1 | Chile      | Anotado | Clasificatorias a Corea-Japón 2002 |
| 5     | 26 de abril de 2000     | Estadio Nacional, Santiago, Chile                                    | Chile      | 1-1 | Perú       |         | Clasificatorias a Corea-Japón 2002 |
| 6     | 3 de junio de 2000      | Estadio Centenario, Montevideo, Uruguay                              | Uruguay    | 2-1 | Chile      |         | Clasificatorias a Corea-Japón 2002 |
| 7     | 29 de junio de 2000     | Estadio Nacional, Santiago, Chile                                    | Chile      | 3-1 | Paraguay   |         | Clasificatorias a Corea-Japón 2002 |
| 8     | 19 de julio de 2000     | Estadio Hernando Siles, La Paz, Bolivia                              | Bolivia    | 1-0 | Chile      |         | Clasificatorias a Corea-Japón 2002 |
| 9     | 25 de julio de 2000     | Polideportivo de Pueblo Nuevo, San Cristóbal, Venezuela              | Venezuela  | 0-2 | Chile      |         | Clasificatorias a Corea-Japón 2002 |
| 10    | 15 de agosto de 2000    | Estadio Nacional, Santiago, Chile                                    | Chile      | 3-0 | Brasil     |         | Clasificatorias a Corea-Japón 2002 |
| 11    | 2 de septiembre de 2000 | Estadio Nacional, Santiago, Chile                                    | Chile      | 0-1 | Colombia   |         | Clasificatorias a Corea-Japón 2002 |
| 12    | 8 de octubre de 2000    | Estadio Olímpico Atahualpa, Quito, Ecuador                           | Ecuador    | 1-0 | Chile      |         | Clasificatorias a Corea-Japón 2002 |
| 13    | 27 de marzo de 2001     | Estadio Nacional, Lima, Perú                                         | Perú       | 3-1 | Chile      |         | Clasificatorias a Corea-Japón 2002 |
| 14    | 24 de abril de 2001     | Estadio Nacional, Santiago, Chile                                    | Chile      | 0-1 | Uruguay    |         | Clasificatorias a Corea-Japón 2002 |
| 15    | 2 de junio de 2001      | Estadio Defensores del Chaco, Asunción, Paraguay                     | Paraguay   | 1-0 | Chile      |         | Clasificatorias a Corea-Japón 2002 |
| 16    | 1 de septiembre de 2001 | Estadio Nacional, Santiago, Chile                                    | Chile      | 2-1 | Francia    |         | Amistoso                           |
| 17    | 4 de septiembre de 2001 | Estadio Nacional, Santiago, Chile                                    | Chile      | 0-2 | Venezuela  |         | Clasificatorias a Corea-Japón 2002 |
| 18    | 17 de abril de 2002     | Parkstad Limburg Stadion, Kerkrade, Países Bajos                     | Turquía    | 1-0 | Chile      |         | Amistoso                           |
| 19    | 30 de marzo de 2003     | Estadio Nacional, Santiago, Chile                                    | Chile      | 2-0 | Perú       |         | Copa del Pacífico 2003             |
| 20    | 2 de abril de 2003      | Estadio Nacional, Lima, Perú                                         | Perú       | 3-0 | Chile      |         | Copa del Pacífico 2003             |
| 21    | 30 de abril de 2003     | Estadio Nacional, Santiago, Chile                                    | Chile      | 1-0 | Costa Rica |         | Amistoso                           |
| 22    | 5 de septiembre de 2004 | Estadio Nacional, Santiago, Chile                                    | Chile      | 0-0 | Colombia   |         | Clasificatorias a Alemania 2006    |
| 23    | 4 de junio de 2005      | Estadio Nacional, Santiago, Chile                                    | Chile      | 3-1 | Bolivia    |         | Clasificatorias a Alemania 2006    |
| 24    | 4 de septiembre de 2005 | Estadio Mané Garrincha, Brasilia, Brasil                             | Brasil     | 5-0 | Chile      |         | Clasificatorias a Alemania 2006    |
| 25    | 24 de marzo de 2007     | Estadio Ullevi, Gotemburgo, Suecia                                   | Brasil     | 4-0 | Chile      |         | Amistoso                           |
| 26    | 28 de marzo de 2007     | Estadio Fiscal, Talca, Chile                                         | Chile      | 1-1 | Costa Rica |         | Amistoso                           |
| 27    | 4 de julio de 2007      | Estadio José Antonio Anzoátegui, Puerto La Cruz, Venezuela           | México     | 0-0 | Chile      |         | Copa América 2007                  |
| 28    | 19 de noviembre de 2008 | Estadio El Madrigal, Villarreal, España                              | España     | 3-0 | Chile      |         | Amistoso                           |
| 29    | 11 de febrero de 2009   | Estadio Peter Mokaba, Polokwane, Sudáfrica                           | Sudáfrica  | 0-2 | Chile      |         | Amistoso                           |
| 30    | 29 de marzo de 2009     | Estadio Monumental, Lima, Perú                                       | Perú       | 1-3 | Chile      |         | Clasificatorias a Sudáfrica 2010   |
| 31    | 12 de agosto de 2009    | Estadio Brøndby, Copenhague, Dinamarca                               | Dinamarca  | 1-2 | Chile      |         | Amistoso                           |
| 32    | 17 de noviembre de 2009 | Štadión pod Dubňom, Žilina, Eslovaquia                               | Eslovaquia | 1-2 | Chile      |         | Amistoso                           |
| 33    | 26 de mayo de 2010      | Estadio Municipal, Calama, Chile                                     | Chile      | 3-0 | Zambia     |         | Amistoso                           |
| 34    | 31 de mayo de 2010      | Estadio Municipal "Alcaldesa Ester Roa Rebolledo", Concepción, Chile | Chile      | 3-0 | Israel     |         | Amistoso                           |
| 35    | 28 de junio de 2010     | Estadio Ellis Park, Johannesburgo, Sudáfrica                         | Brasil     | 3-0 | Chile      |         | Copa Mundial de Fútbol 2010        |
| 36    | 7 de septiembre de 2010 | Estadio Lobanovsky Dynamo, Kiev, Ucrania                             | Ucrania    | 2-1 | Chile      |         | Amistoso                           |
| Total | Total                   | Total                                                                | Presencias | 36  | Goles      | 3       |                                    |

| Selección chilena | Selección chilena | Selección chilena |
| Año               | Partidos          | Goles             |
| ----------------- | ----------------- | ----------------- |
| 2000              | 12                | 2                 |
| 2001              | 5                 | 0                 |
| 2002              | 1                 | 0                 |
| 2003              | 3                 | 0                 |
| 2004              | 1                 | 0                 |
| 2005              | 2                 | 0                 |
| 2007              | 3                 | 0                 |
| 2008              | 1                 | 0                 |
| 2009              | 4                 | 0                 |
| 2010              | 4                 | 1                 |
| Total             | 36                | 3                 |

## Estadísticas
| Club                         | Div.          | Temporada     | Liga  | Liga  | Copas nacionales | Copas nacionales | Torneos internacionales | Torneos internacionales | Total | Total | Media goleadora |
| Club                         | Div.          | Temporada     | Part. | Goles | Part.            | Goles            | Part.                   | Goles                   | Part. | Goles | Media goleadora |
| ---------------------------- | ------------- | ------------- | ----- | ----- | ---------------- | ---------------- | ----------------------- | ----------------------- | ----- | ----- | --------------- |
| Universidad de Chile · Chile | 1.ª           | 1999          | 33    | 4     | —                | —                | —                       | —                       | 33    | 4     | 0.12            |
| Universidad de Chile · Chile | 1.ª           | 2000          | 20    | 3     | —                | —                | 6                       | 2                       | 26    | 5     | 0.19            |
| Universidad de Chile · Chile | Total club    | Total club    | 53    | 7     | 0                | 0                | 6                       | 2                       | 59    | 9     | 0.15            |
| Sporting de Lisboa Portugal  | 1.ª           | 2000-01       | 8     | 0     | 3                | 0                | —                       | —                       | 11    | 0     | 0.00            |
| Sporting de Lisboa Portugal  | 1.ª           | 2001-02       | 15    | 0     | 5                | 0                | 3                       | 0                       | 23    | 0     | 0.00            |
| Sporting de Lisboa Portugal  | 1.ª           | 2002-03       | 15    | 1     | 2                | 0                | 2                       | 0                       | 19    | 1     | 0.05            |
| Sporting de Lisboa Portugal  | 1.ª           | 2003-04       | 21    | 1     | 2                | 0                | 2                       | 0                       | 25    | 1     | 0.04            |
| Sporting de Lisboa Portugal  | 1.ª           | 2004-05       | 9     | 1     | 1                | 0                | 6                       | 0                       | 16    | 1     | 0.06            |
| Sporting de Lisboa Portugal  | 1.ª           | 2005-06       | 20    | 1     | 4                | 0                | 3                       | 0                       | 27    | 1     | 0.04            |
| Sporting de Lisboa Portugal  | 1.ª           | 2006-07       | 24    | 2     | 4                | 1                | 6                       | 0                       | 34    | 3     | 0.09            |
| Sporting de Lisboa Portugal  | Total club    | Total club    | 112   | 6     | 21               | 1                | 22                      | 0                       | 155   | 7     | 0.05            |
| Besiktas Turquía             | 1.ª           | 2007-08       | 29    | 5     | 1                | 0                | 8                       | 1                       | 38    | 6     | 0.16            |
| Besiktas Turquía             | 1.ª           | 2008-09       | 32    | 6     | 1                | 0                | 4                       | 1                       | 37    | 7     | 0.19            |
| Besiktas Turquía             | 1.ª           | 2009-10       | 26    | 4     | 1                | 0                | 6                       | 1                       | 33    | 5     | 0.15            |
| Besiktas Turquía             | Total club    | Total club    | 87    | 15    | 3                | 0                | 18                      | 3                       | 108   | 18    | 0.17            |
| Eskisehirspor Turquía        | 1.ª           | 2010-11       | 16    | 0     | 1                | 0                | —                       | —                       | 17    | 0     | 0.00            |
| Eskisehirspor Turquía        | 1.ª           | 2011-12       | 33    | 1     | 3                | 0                | —                       | —                       | 36    | 1     | 0.03            |
| Eskisehirspor Turquía        | 1.ª           | 2012-13       | 27    | 2     | 5                | 1                | 3                       | 0                       | 35    | 3     | 0.09            |
| Eskisehirspor Turquía        | 1.ª           | 2013-14       | 3     | 0     | 3                | 1                | —                       | —                       | 6     | 1     | 0.17            |
| Eskisehirspor Turquía        | Total club    | Total club    | 79    | 3     | 12               | 2                | 3                       | 0                       | 94    | 5     | 0.05            |
| Elazigspor Turquía           | 1.ª           | 2013-14       | 14    | 2     | 1                | 0                | —                       | —                       | 15    | 2     | 0.13            |
| Elazigspor Turquía           | Total club    | Total club    | 14    | 2     | 1                | 0                | 0                       | 0                       | 15    | 2     | 0.13            |
| Sanliurfaspor Turquía        | 2.ª           | 2014-15       | 29    | 2     | —                | —                | —                       | —                       | 29    | 2     | 0.07            |
| Sanliurfaspor Turquía        | Total club    | Total club    | 29    | 2     | 0                | 0                | 0                       | 0                       | 29    | 2     | 0.07            |
| Audax Italiano · Chile       | 1.ª           | 2015-16       | 10    | 0     | 3                | 1                | —                       | —                       | 13    | 1     | 0.08            |
| Audax Italiano · Chile       | Total club    | Total club    | 10    | 0     | 3                | 1                | 0                       | 0                       | 13    | 1     | 0.08            |
| Total carrera                | Total carrera | Total carrera | 384   | 35    | 40               | 4                | 49                      | 5                       | 473   | 44    | 0.09            |
| 1. 2. 3.                     |               |               |       |       |                  |                  |                         |                         |       |       |                 |

## Palmarés

### Campeonatos nacionales
| Título                | Equipo (*)           | País     | Año     |
| --------------------- | -------------------- | -------- | ------- |
| Primera División      | Universidad de Chile | Chile    | 1999    |
| Copa Chile            | Universidad de Chile | Chile    | 2000    |
| Primera División      | Universidad de Chile | Chile    | 2000    |
| LIGA Sagres           | Sporting de Lisboa   | Portugal | 2001-02 |
| Copa de Portugal      | Sporting de Lisboa   | Portugal | 2001-02 |
| Supercopa de Portugal | Sporting de Lisboa   | Portugal | 2002    |
| Copa de Portugal      | Sporting de Lisboa   | Portugal | 2006-07 |
| Copa de Turquía       | Besiktas JK          | Turquía  | 2008-09 |
| Superliga de Turquía  | Besiktas JK          | Turquía  | 2008-09 |

### Campeonatos internacionales
| Título           | Equipo            | País      | Año  |
| ---------------- | ----------------- | --------- | ---- |
| Juegos Olímpicos | Selección Chilena | Australia | 2000 |

### Distinciones individuales
| Distinción                       | Año  |
| -------------------------------- | ---- |
| Mejor volante del fútbol Chileno | 2000 |
| Vecino ilustre de Maipú          | 2000 |
| Hijo ilustre de Cerrillos        | 2000 |
| Medalla Bicentenario             | 2010 |